# Transatlantic Exoplanet Survey
O Transatlantic Exoplanet Survey ou TrES, é uma rede de três telescópios de pequena abertura
para pesquisa de trânsitos planetários, localizados nos seguintes sítios astronômicos:
1. Sleuth - Palomar Observatory, no sul da Califórnia, EUA;
2. PSST - Lowell Observatory, no norte do Arizona, EUA;
3. STARE - Observatorio del Teide, Tenerife, Ilhas Canárias, Espanha.

Trânistos planetários ocorrem quando um planeta passa diante da estrela que
orbita, tal como um pequeno eclipse. Para que um trânsito planetário possa ser observado, o plano
orbital do planeta deve estar praticamente alinhado com a linha de visada do observador. Durante o
trânsito planetário o planeta obstrui a passagem da luz da estrela fazendo com que a intensidade
luminosa observada sofra uma pequena diminuição. A variação observada depende do tamanho do planeta e
do raio de sua órbita. Para  planetas gigantes tipo Júpiter, a variação no brilho é da ordem de 1%
apenas e o trânsito desses planetas duram umas poucas horas.
Para detectar trânsitos planetários, os telescópios do TrES observam regiões do céu, 
durante o maior número possível de noites (geralmente uma campanha deste tipo dura dois meses).
Durante as observações, imagens sequenciais do céu são capturadas por câmeras CCDs acopladas aos 
telescópios. A partir das imagnes, obtem-se a curva de luz de cada uma das milhares de estrela dentro 
do campo de visão do telescópio. As curvas de luz são analisadas uma a uma, a procura de variabilidades 
no brilho da estrela.
Quando variabilidades são encontradas, a curva de luz é analisada para se saber se as variações observadas
decorrem realmente de um trânsito planetário ou se são causadas pela própria estrela, no caso de ser uma
estrela variável.